# Summer Palace
Summer Palace (en chino tradicional, 頤和園; en chino simplificado, 颐和园; pinyin, Yíhé Yuán) es una película dramática china y el cuarto largometraje del director Lou Ye. Fue una colaboración entre China y Francia producida por las compañías Dream Factory, Laurel Films, Fantasy Pictures y Rosem Films. Es la primera película rodada en la China continental que presenta escenas de desnudos integrales de sus protagonistas masculinos y femeninos, aunque películas anteriores como Xiao Wu (1998), Lan Yu (2001), Green Hat (2003) y Star Appeal (2004) presentaron desnudos integrales masculinos.
La película relata la historia de una joven estudiante interpretada por Hao Lei que abandona su pequeña ciudad natal para estudiar en la ficticia «Universidad de Beiqing» (un homenaje a la Universidad de Pekín). Allí conoce a un compañero de estudios y comienza una intensa relación romántica en el contexto de las protestas en la Plaza de Tiananmén de 1989. La película también sigue la desilusión final de estos jóvenes idealistas después de la represión, a medida que avanzan los años desde los años 1990 hasta la década de 2000. La película lleva el nombre del Palacio de Verano ubicado en Pekín.
Las escenas sexuales y la crítica social y política generaron controversia alrededor de la cinta en China, lo que llevó al director Lou Ye y a sus productores a entrar en conflicto con la Administración Estatal de Radio, Cine y Televisión (SARFT) en ese país. Después de proyectar Summer Palace en el Festival de Cine de Cannes de 2006 sin la aprobación del gobierno, la película fue prohibida en la China continental y sus realizadores fueron censurados oficialmente.

## Sinopsis
Abarcando varias ciudades durante más de una década, Summer Palace cuenta la historia de Yu Hong (interpretada por Hao Lei), una joven de la ciudad fronteriza de Tumen que es aceptada en la ficticia Universidad de Beiqing, un nombre que evoca a la Universidad de Pekín. Mientras estaba en la escuela, Yu Hong conoce a Li Ti (interpretada por Hu Lingling) y a Zhou Wei, su novio universitario (interpretado por Guo Xiaodong). Yu Hong y Zhou Wei se embarcan en un apasionado pero volátil amor mientras las fuerzas políticas avanzan hacia la Plaza de Tiananmén.

## Reparto
- Hao Lei es Yu Hong, protagonista de la película, una joven estudiante de la ficticia Universidad de Beiqing proveniente de la pequeña ciudad de Tumen, Jilin, en la frontera entre Corea del Norte y China. Yu Hong es una joven voluntariosa que desea una vida más intensa. Su historia de amor con el personaje de Zhou Wei sirve como base de la película.
- Guo Xiaodong es Zhou Wei, el interés amoroso de Yu Hong, otro estudiante en la misma universidad. Cuando llegan las protestas de Tiananmén, él, al igual que sus compañeros, se une al movimiento.
- Hu Lingling es Li Ti, la mejor amiga de Yu Hong y su eventual rival. Li Ti, una estudiante de lengua inglesa en la misma universidad, es la primera en hacerse amiga de la hosca y silenciosa Yu Hong.
- Zhang Xianmin es Ruo Gu, el novio de Li Ti.
- Cui Lin es Xiao Jun, el novio de la secundaria de Yu Hong de Tumen.
- Bai Xueyun es Wang Bo, el amante de Yu Hong en Wuhan.

Lou Ye eligió a Hao Lei entre más de 400 candidatas porque ella fue la única que lo rechazó, temiendo que las escenas de sexo perjudicaran su relación amorosa. Como Lou dijo más tarde, «eso era algo que diría Yu Hong, así que tuve esforzarme para convencerla de que interpretara el papel». Todo el equipo esperó pacientemente a que Hao aceptara, durante tanto tiempo que la elección original para interpretar a Zhou Wei, Liu Ye, tuvo que abandonar el proyecto.

## Recepción
La película recibió reseñas generalmente positivas, aunque a algunos críticos les pareció excesiva su duración de 140 minutos. Derek Elley de Variety afirmó que se trata de una buena película pero criticó su extensa duración. En The Daily Telegraph también se mencionó la duración de la película como un problema, aunque se refirió a la cinta como «un trabajo novedoso e inquietante». En The Guardian fue calificada como «elegante y atmosférica».
A. O. Scott de The New York Times afirmó en relación con Summer Palace: «a pesar de su duración, Summer Palace se mueve con la rapidez y la sincopación de una canción de pop. Al igual que Jean-Luc Godard en la década de 1960, el señor Lou prefiere los cortes rápidos, y al igual que la de Godard, su cámara está obsesionada con la belleza femenina».